# Jacques Ferronnière
Jacques Ferronnière (né le 2 décembre 1906 à Nantes et mort le 25 décembre 1972 à Boulogne-Billancourt) est un haut fonctionnaire français, président de la Société générale de 1967 à sa mort, le 25 décembre 1972.

## Biographie

### Famille
Jacques Ferronnière est le fils de Lucien Ferronnière (1874-1936), officier de marine, et d'Yvonne Defline (1877-1950). Sa mère est la sœur d'André Defline. En 1936, il épouse Thérèse Jalaber et adopte ses quatre enfants (dont René Legrand).

### Formation
À l'issue de ses études primaires puis secondaires à l'Institution Notre-Dame de Sainte-Croix à Neuilly-sur-Seine, il obtient avec mentions, les deux baccalauréats de mathématiques élémentaires et de philosophie.
Il poursuit des études supérieures à la faculté de droit et à l'École libre des sciences politiques. En 1929, il est reçu major au concours de l'Inspection des finances, alors qu'il venait d'avoir tout juste l'âge requis pour se présenter,.

### Carrière professionnelle
Après cinq ans passés dans l'administration comme contrôleur financier (Radio-France en 1933, puis compagnie des Câbles Sud-Américains en 1934), Jacques Ferronnière entre à la Société générale en 1935 comme sous-directeur et secrétaire général adjoint. En 1942, il est nommé secrétaire général, puis directeur général en 1938, secrétaire général en 1942, directeur en 1945, directeur général en 1958 et président le 1er janvier 1967. Bien qu'ayant atteint la limite d'âge de la retraite, il voit sa mission prolongée par le ministre des Finances jusqu'à la fin 1974. Il meurt malheureusement pendant son mandat, dans la nuit de Noël 1972,.
Le 6 février 1970, Jacques Ferronnière est par ailleurs nommé administrateur de la Banque française du commerce extérieur, mandat expirant également le 31 décembre 1974.
Il est également vice-président de la Société générale alsacienne de banque, président administrateur délégué de la Société générale marocaine de banque et vice-président de l'Association professionnelle des banques.

## Passion sportive
Jacques Ferronnière est à l'initiative de la création en 1963 du golf de Saint-Samson à Pleumeur-Bodou,. Chaque année, une compétition, nommée « coupe Jacques Ferronnière » s'y déroule.

## Publications
- Les opérations de banque (en collaboration avec E. de Chillaz), Dalloz, 1954, [voir en ligne].

## Distinctions
Jacques Ferronnière était commandeur de l'ordre national de la Légion d'honneur,.

## Pour approfondir